# 1-й тиральерский полк
1-й тиралье́рский полк (фр. 1er régiment de tirailleurs (1er RT)) — мотопехотное формирование сухопутных войск Франции. Полк базируется в Эпинале. Сформирован в 1994 году из 170-го пехотного полка (170e régiment d’infanterie).

## История
1 мая 1994 года в Гольбее, в присутствии наследников Африканской армии, легионеров, спаги, зуавов и артиллеристов, 170-й пехотный полк, сохранивший флаг 7-го алжирского тиральерского полка (7e régiment de tirailleurs algériens), стал 1-м тиральерским полком. Он был официально воссоздан под командованием полковника Жан-Ги Жандраса в присутствии Филиппа Сегена, заместителя мэра Эпиналя, и Франсуа Леотара, министра обороны. Он был воссоздан как дань уважения магрибским тиральерам, участвовавшим во всех сражениях Франции, по случаю пятидесятой годовщины освобождения Франции от немецких оккупантов.
Полк занимал два пункта дислокации: квартал Аксу (Haxo) в Гольбее и квартал Варань (Varaigne) в Эпинале. В 2005 году весь полк был перегруппирован в квартал Варань, покинув квартал Аксу.

## Знамя
На знамени золотыми буквами вышиты надписи проведённых баталий.

## Награды
Полк награждён:
- Крестом Почётного легиона
- Военным крестом 1914—1918 с 4 пальмами.
- Золотой медалью города Милан.
- фуражером (аксельбантом) в цветах ленты Воинской медали.

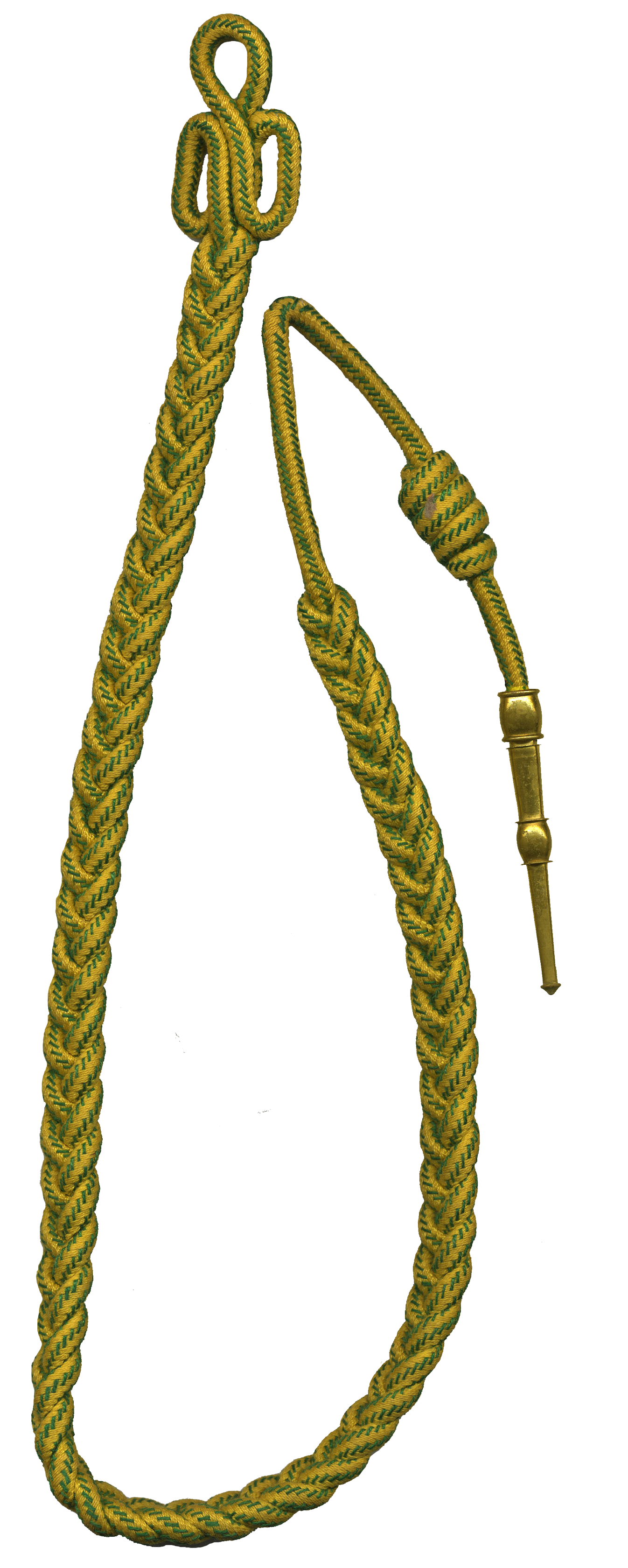
Фуражер в цветах Военной медали.
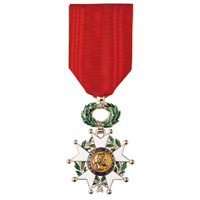
Крест Почётного легиона.
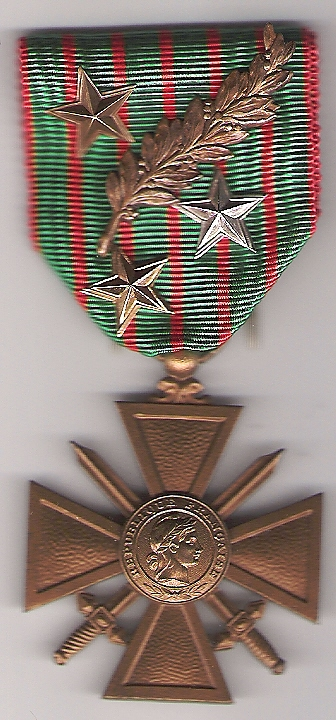
Военный крест 1914–1918.
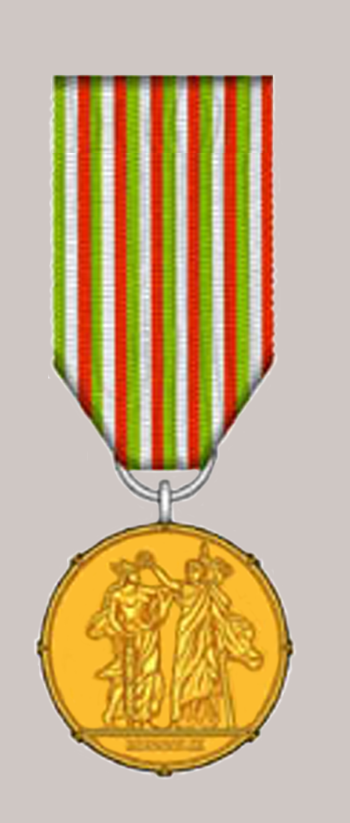
Золотая медаль города Милана

## Эмблема

### Геральдика
Серебряный полумесяц, раскрытый над арабским девизом, отвлечённым и ажурным, означающим «Первый всегда первый», подписанным рукой Фатимы, собственно цифрой «1» над ласточкой, держащей в клюве скрещённые кости, увенчанный пятиконечной звездой.

### Описание
Антикварный[прояснить] посеребренный жетон 1-го алжирского тиральерского полка (1er Régiment de Tirailleurs Algériens). Над цифрой «1» расположена пятиконечная звезда золотого цвета, пустая и переплетённая. В нижней части значка изображена чёрная ласточка с белым горлом и брюшком, проносящаяся справа налево и держащая в клюве две скрещённые белые голени.

### Символика
Знак отличия представляет собой бывший знак отличия 1er RTA, преемство от которого принял 170-й пехотный полк. Этот знак состоит из полумесяца, обозначающего лунный календарь, принятый в мусульманском мире, руки Фатимы, отводящей «дурной глаз», цифры «1» и девиза.
Зеленая пятиконечная звезда, символ «Совершенства», представляет наследие марокканских тиральеров.
Ласточка — это связь между несколькими полками марокканских и алжирских тиральеров, которых называют «ласточками смерти». Она также напоминает о 170-м пехотного полка, который также имел этот символ на своем значке.

## Значок на берете

### Геральдика
Открытый золотой полумесяц.

### Описание
Как и полумесяц на полковом значке, он относится к мусульманскому лунному календарю. Полумесяц (хилал) также является символом воскресения. Открытая чаша полумесяца дает демаркацию начала и конца Рамадана. Этот знак отличия является общим для тиральеров и зуавов.
О нем напоминают атрибуты формы одежды: нарукавный шеврон, погоны, воротниковый значок и кепи.

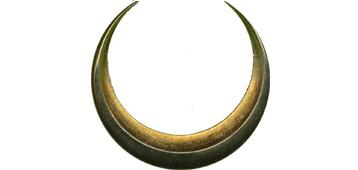
Значок на берете 1-го тиральерского полка.
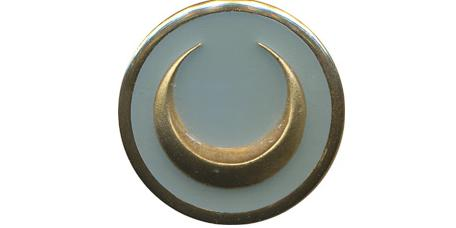
Нагрудный знак 1-го тиральерского полка.
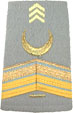
Погон капрала 1-го тиральерского полка.

## Аксельбанты
1-й тиральерский полк, наследник 1-го алжирского тиральерского полка, перенял знаки отличия и награды, полученные последним. Именно по этой причине его флаг и весь личный состав полка носят аксельбанты (fourragère) в цветах ленты Военной медали.
1-й алжирский тиральерский полк (бывший 1-й маршевый тиральерский полк) во время войны 1914—1918 годов четырежды отмечался в армейском приказе, что дало ему право носить аксельбанты в цветах Военной медали по решению Главного маршала от 3 января 1919 года.
Четыре награды, которые принесли ему это отличие:
- La Somme (Bouchavesnes), согласно Генеральному приказу № 403 от 21 октября 1916 года 6-й армии;
- L’Aisne, согласно Генеральному приказу № 348 от 20 июля 1918 года 5-й армии;
- Prunay, согласно генеральному приказу № 453 от 17 декабря 1918 года 5-й армии;
- Neufchâtel, согласно общему приказу 5-й армии от 19 января 1919 года.

## Оркестр

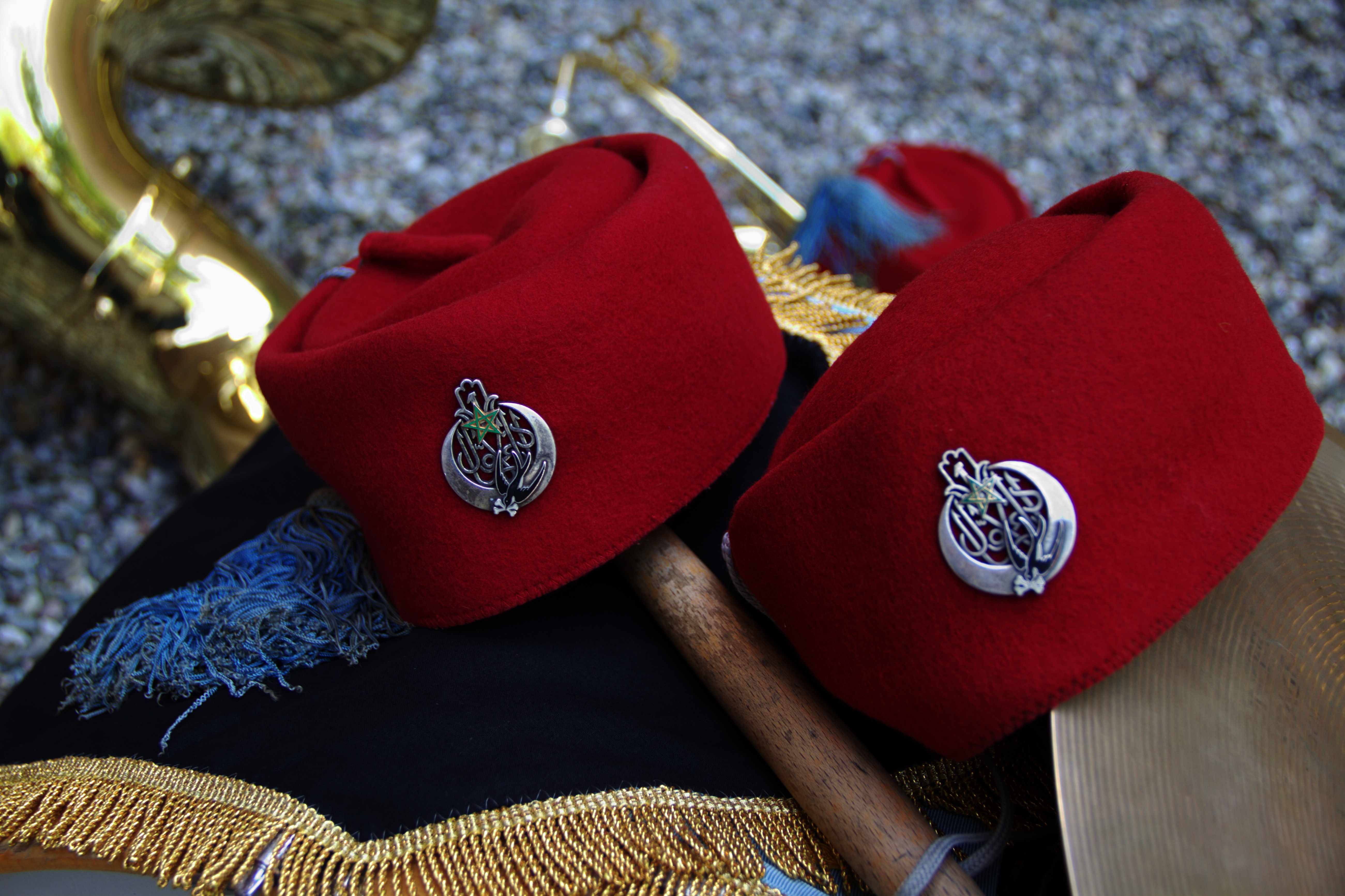
Малиновая войлочная чечиа.

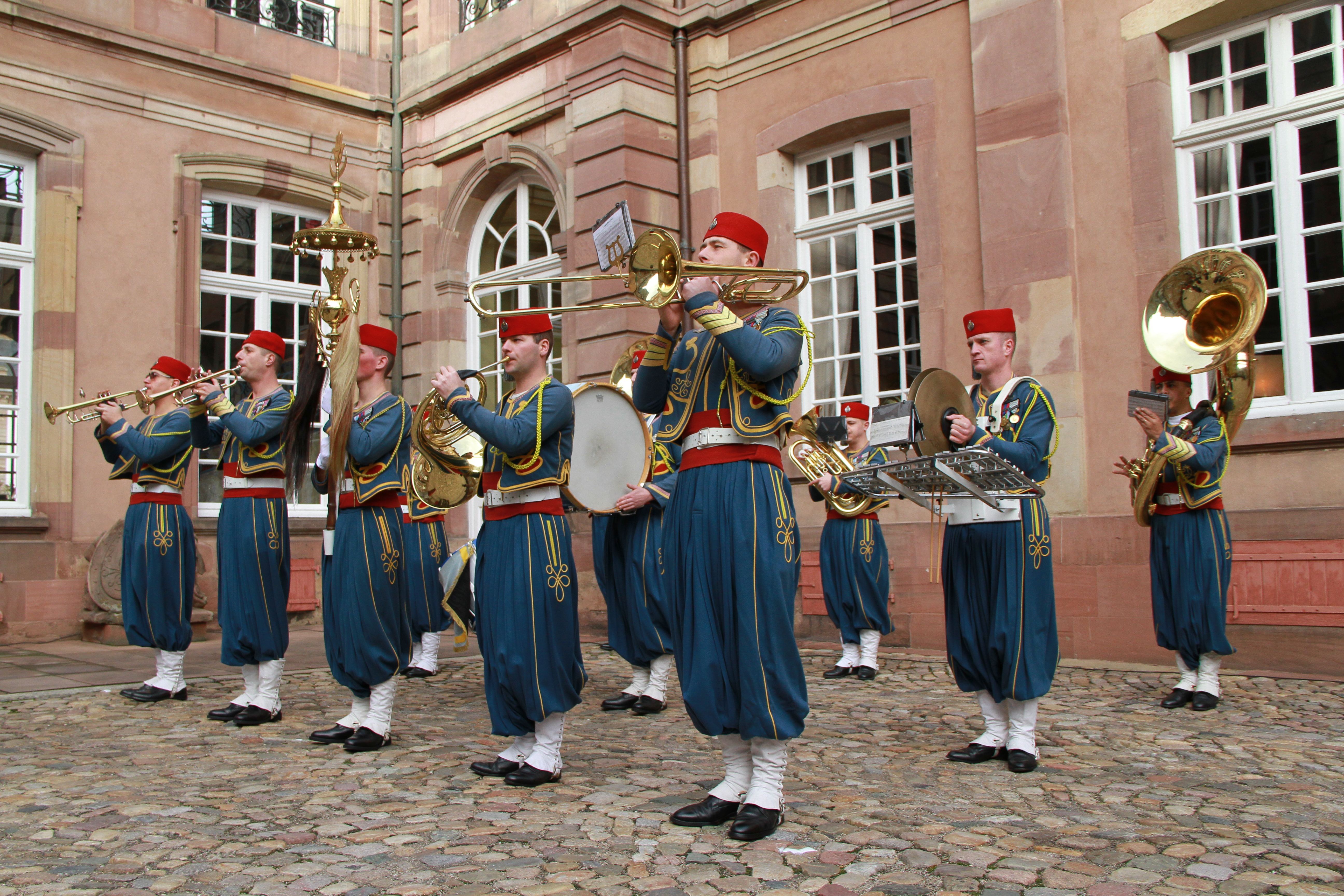
Нуба 1-го полка тиральеров из Эпиналя в традиционной одежде.

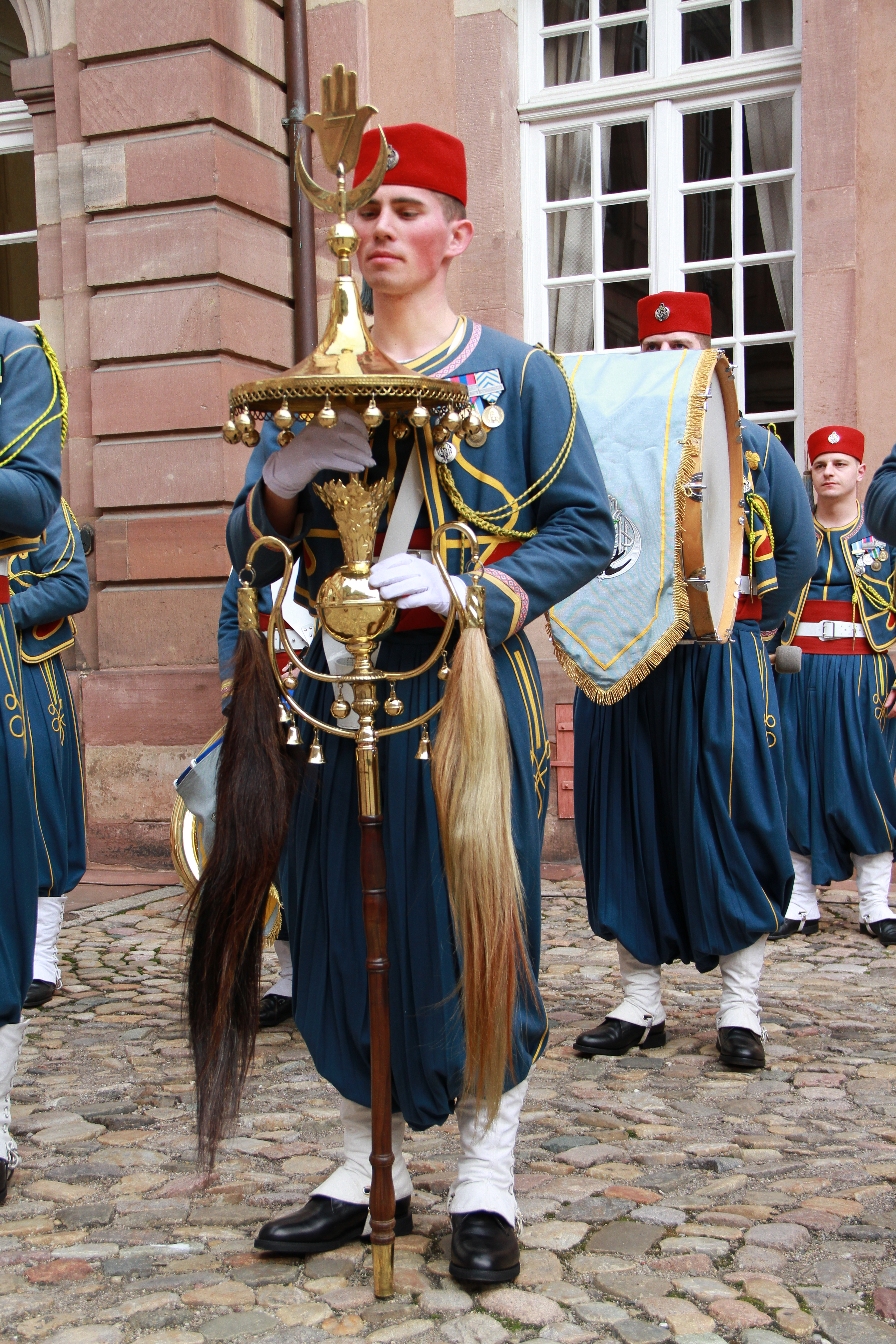
«Китайская шляпа».

Оркестр или «нуба» (nouba) 1-го тиральерского полка получил свое название с момента создания полка 1 мая 1994 года. Он происходит от оркестра 170-го пехотного полка, который сам является носителем традиций 7-го алжирского тиральерского полка.
Нуба 1-го тиральерского полка, без сомнения, является лучшим представителем полка для широкой публики; она поражает воображение двумя оригинальными характеристиками: традиционной одеждой музыкантов и присутствием Мессауда, его талисмана.

### Его происхождение
Невозможно определить, в какое время у тиральеров стали появляться такие формирования. Существуют письменные свидетельства о наличии музыкантов-нуба уже в 1860 году. Самым ранним известным исполнением является нуба 4-го батальона 2-го тиральерского полка работы Детайля, датированная 1884 годом. В любом случае, эта арабская музыка оставалась совершенно нерегулируемой до 1958 года. Она также не имела фиксированного состава. В самых значительных из них могло быть до 80 исполнителей, которые делились между барабанами, гармонией и nouba — народной группой, состоящей из традиционных местных инструментов, самым известным из которых, несомненно, является raïta, разновидность североафриканской флейты, звучание которой напоминает бретонскую бомбарду и которая составляет фоновую музыку. Есть также арабские барабаны, дарбуки или тбелы, либо большие, диаметром с бас-барабан, либо маленькие, диаметром с ординарный барабан, на которых играют, держа кожу перпендикулярно земле. Бубны или бендиры, иногда двойные дарбуки, сделанные из двух полусфер, натянутых на кожу, реже кракебы, железные полосы, сцепленные вместе, и всегда китайская шляпа завершают строй. Китайская шляпа появилась только после Первой мировой войны; во всяком случае, у 3-го RMTA она появилась в 1920 году в Рейнской области. Но у спаги она была и до этого времени, о чем свидетельствуют некоторые фотографии конца 19 века. После 1920 года все полки имели китайскую шляпу, которая отличалась в разных корпусах в зависимости от вкуса командира; этот медный инструмент был оснащен бубенцами и конскими хвостами.
Примерно в 1930 году некоторые полки добавили к нубу животное-талисман, чаще всего барана, иногда муфлона.
После реорганизации оркестров в 1996 году нуба была классифицирована как «пехотный оркестр» и теоретически насчитывает 29 исполнителей, в основном духовые и саксофоны, усиленные барабанной и перкуссионной секцией.
Нуба по-прежнему марширует за китайской шляпой, впереди идет талисман — баран Мессауд.
С 2002 года нуба прикреплена к противотанковой роте и вооружает 4-е отделение. Помимо музыкальной подготовки, личный состав нубы проходит военную подготовку в этой части, чтобы иметь возможность выполнять оперативную работу и участвовать во внешних миссиях.

## Традиционная одежда

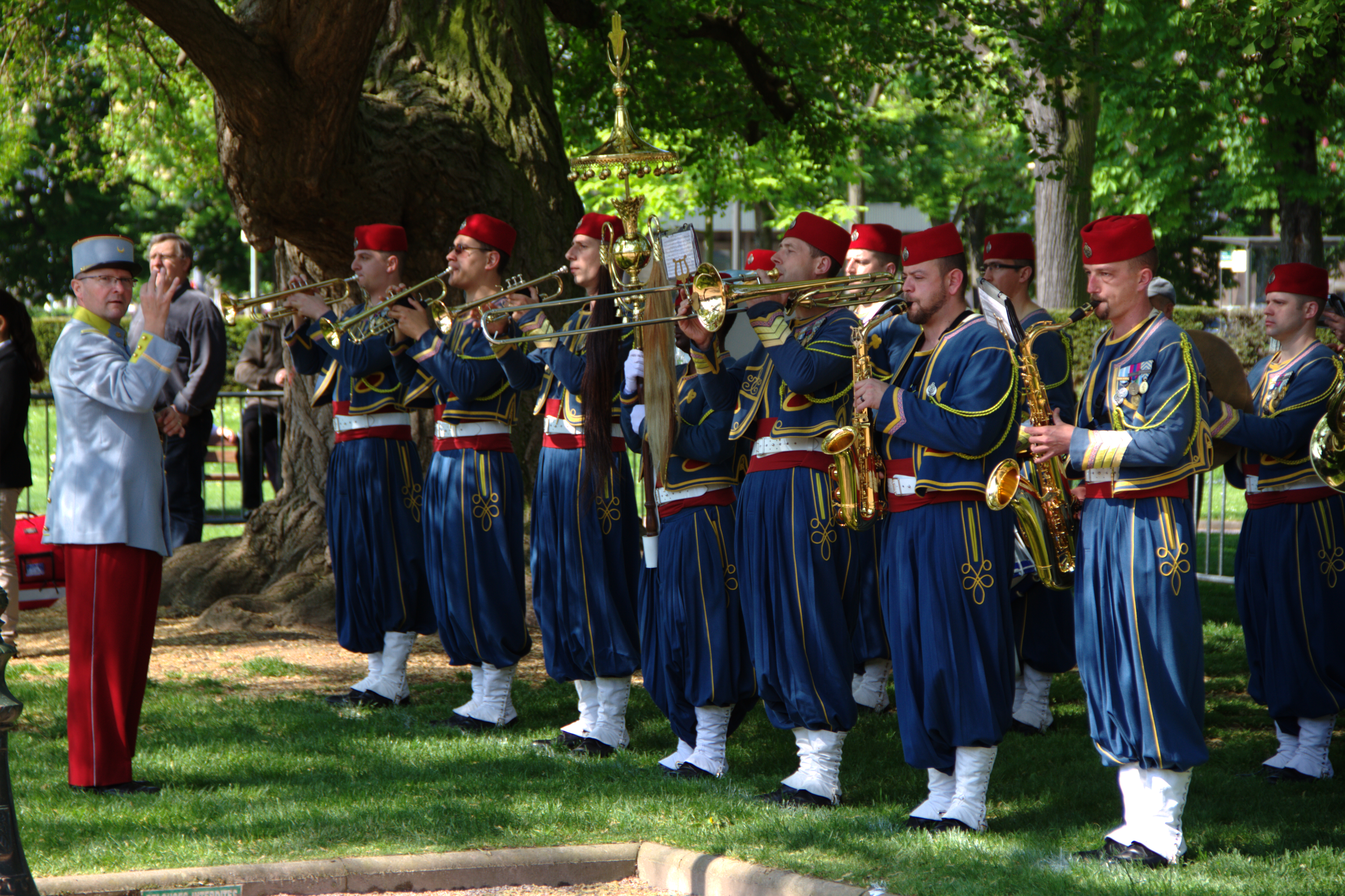
Нуба 1-го тиральерского полка из Эпиналя в традиционной одежде: чечии, болеро и саруэли, наследие одежды алжирского тиральерского полка, во время памятной церемонии 8 мая 1945 года в Страсбурге в 2013 году.

Чтобы отдать дань уважения этим славным предшественникам, музыканты 170-го пехотного полка с 1985 года экипированы в историческую форму тиральеров, известную как «восточная» или «турецкая», происхождение которой восходит к созданию первых подразделений около 1840 года. Эта форма происходит от традиционного мужского костюма городского Алжира, который отличается от «караку́» — городского платья алжирских женщин. Она включает в себя:
- синяя куртка-болеро с отделкой из нарциссов;
- небесно-голубой жилет без рукавов с косами из нарциссов;
- свободные брюки (шаровары) небесно-голубого или белого цвета (саруэль — наиболее распространенное название — или саруаль, или серуаль);
- длинный красный шерстяной пояс;
- головной убор — Чечиа[фр.] и/или белая матерчатая «шеше» (chèche).

В общих чертах она идентична той, что носят зуавы и спаги. Самое большое различие заключается в выборе цветов.

### Головной убор
Состоит из чечии и шеше, которые можно носить отдельно или вместе в зависимости от обстоятельств. Чечиа — это малиновая войлочная шапочка высотой около двадцати пяти сантиметров со съемной кисточкой со светло-голубой бахромой. Шеше (chèche), первоначально сделанная из белой ткани, свернутой в рулон вокруг чечии, с 1950-х годов носилась отдельно и в индийском стиле.

### Жилет
Это слово, происходящее из алжирского арабского языка и означающее грудь или бюст, называется седрия (фр. sédria). Это жилет без рукавов из светло-голубой ткани с нарциссовыми косами. Его особенность в том, что он застегивается на левом плече и на левой стороне.

### Куртка
Болеро, известное как кебия, жакет болеро или просто «болеро», изготавливается из темно-небесно-голубой ткани во времена Второй империи, затем из небесно-голубой, известной как «bleu céleste» или «bleu tirailleur». Швы украшены нарциссовым (желтым) шнуром, а передние части — плоскими косами того же цвета. Для унтер-офицеров спереди и сзади имеются красивые шамарруры нарциссового цвета. На каждой передней части нарциссовая тесьма образует арабеску, которая очерчивает ложный овальный карман, называемый томбо, затем поднимается к вырезу, образуя клеверный лист.
До 1914 года цвет tombô позволял различать комплектование и расположение первых тиральерских полков. Гаранс (красный, слегка переходящий в кирпичный) соответствовал 1-му полку алжирских тиральеров (расквартированному в Алжире и охватывающему всю провинцию Алжир), белый — 2-му полку (провинция Оран), а жонкиль (желтый) — 3-му полку (провинция Константина). В 1884 году синий томбо был передан вновь созданному 4-му полку «алжирских» тиральеров, сформированному в Тунисе. В 1921 году 4-й полк «алжирских» тиральеров стал «тунисским», после чего все тиральерские полки тунисского пополнения стали называться «тунисскими тиральерами».

### Ремень
Заимствованный из турецкой моды, как хезам мамлюков в XVIII и XIX веках, он имеет форму длинной полосы малиновой (тёмно-красной) шерсти (до 1962 года его длина составляла четыре метра, а ширина — 40 сантиметров). Он использовался для защиты живота и почек от холода и, таким образом, предотвращал проблемы с кишечником. Традиционная часть тиральерской формы, его носят солдаты и унтер-офицеры. Этот пояс наблюдался во всех подразделениях Африканской армии, которые носили его на видном месте. Его различали по цвету: «малиновый», однотонный или полосатый, он был у коренных африканских тиральеров и спаги; «индиго-синий» — у зуавов, легионеров, батальонеров африканской лёгкой пехоты и солдат дисциплинарных рот, все они были европейского происхождения. Хотя это правило не является абсолютным, так как у африканских шассёров (chasseurs d’Afrique) европейского происхождения был красный полосатый пояс спаги. Офицеры обычно не носили этот пояс, так как имели доступ к лекарствам и не нуждались в защите, поскольку могли лечить себя сами. Но с 1830 по 1870 год многие офицеры использовали этот пояс, вероятно, больше из эстетических, чем из практических соображений.

### Саруэль
Знаменитый саруэль, также заимствованный из турецкой моды (мамлюки носили шаруал из алой ткани), шьётся из небесно-голубой ткани или белого холста в зависимости от сезона. Они очень свободные, с тридцатью двумя складками на талии, которые придают им пухлый вид в нижней части. В них сделана лишь небольшая прорезь для стока воды, скапливающейся при переправе через реки, это отверстие называется отверстием Ламорисьера, по имени офицера, который его придумал.

### Гетры
Экипировка тиральеров была бы неполной без этого аксессуара, который носили из темно-синей или белой ткани в зависимости от сезона или обстоятельств. Очень высокие, гетры имели от восемнадцати до двадцати двух боковых пуговиц, сделанных из медного колокольчика, кости или белого фарфора. Изначально их носили с короткими кожаными гамашами цвета загара, зашнурованными до верхней части икры, после 1870 года они стали носиться отдельно, а с 1905 года их заменили гетрами из голубовато-железно-серого сукна.

## Талисман

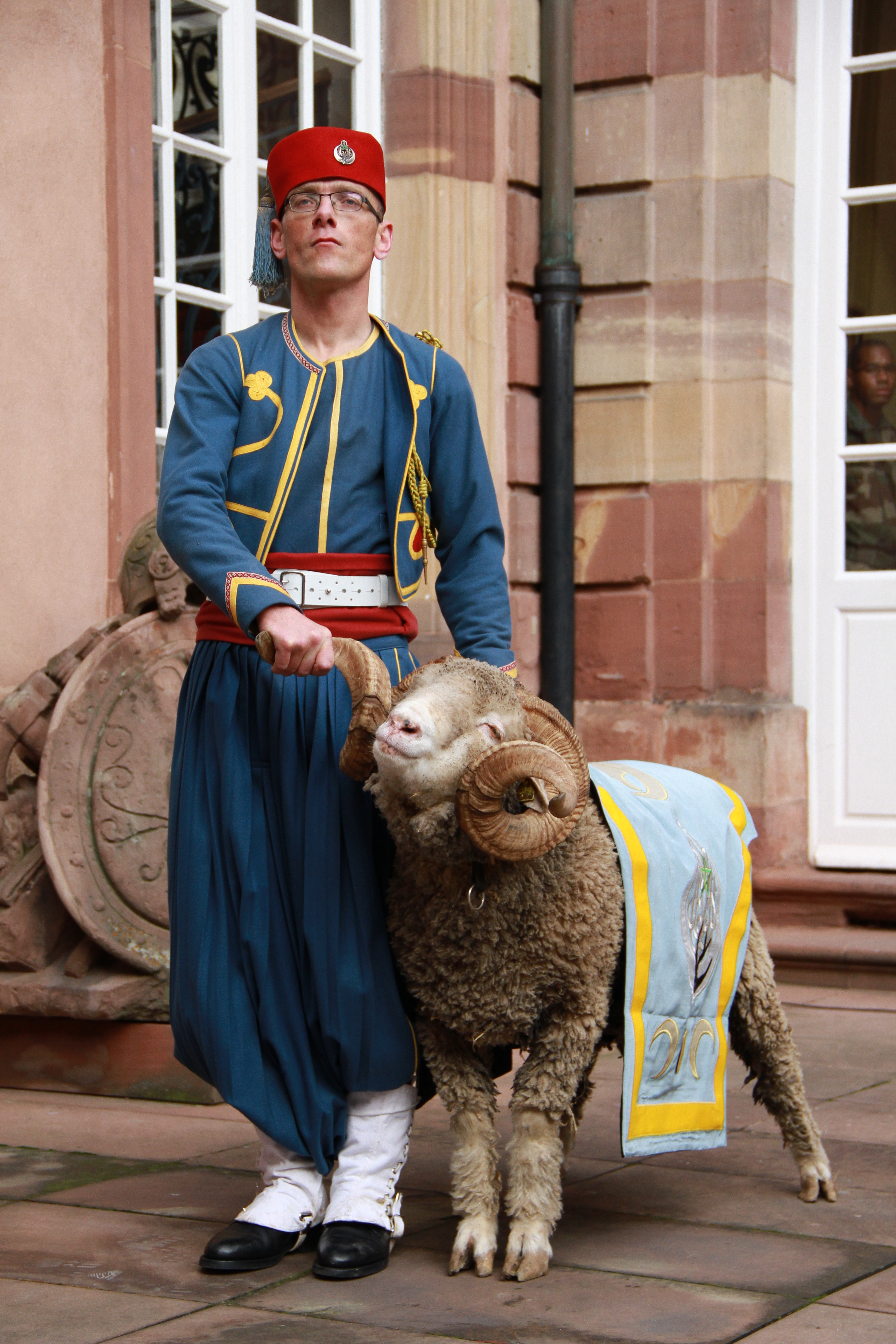
Мессауд IV, маскот полка.

Помимо этого конкретного наряда, оригинальность нубы подтверждается наличием китайской шляпы 7-го алжирского тиральерского полка и талисмана (маскот) в виде барана, который шествует во главе во время выступлений.
Тиральеры, набранные в основном из скотоводов и горцев Северной Африки, были очень привязаны к талисману своего полка, обычно это был баран, баран, муфлон или козёл, выбранный за великолепие его рогов. Он также считался талисманом удачи.
Это животное, обладающее такими качествами, как решительность, сила и, прежде всего, мужественность, символизировало для них основные качества воина.
Барана, который в настоящее время является талисманом полка, зовут Мессауд IV, что в переводе с арабского означает «счастливый». Он является пятым бараном полка с момента его создания в мае 1994 года. До него были Мабрук эль-Джунуд (счастливый из бойцов), Мессауд I, Мессауд II и Мессауд III; последний имел звание капрала и был награжден медалью национальной обороны.
Преемник, Мессауд V, родился 4 февраля 2013 года в парке замка Эпиналь в семье Мабруки и Мессауда IV. После года обучения он станет талисманом полка летом 2014 года. Мессауд IV уйдет на заслуженный отдых после 7 лет верной и хорошей службы.

## Полк сегодня
Считаясь преемником 1-го алжирского тиральерского полка, 1 RT специализируется на ведении боя высокой интенсивности. Он выполняет свои задачи в составе 7-й бронетанковой бригады.

## Состав
Каждое подразделение (рота) полка носит определённый значок в память об алжирском, марокканском или тунисском тиральерских полках, память о которых оно хранит. Таким же образом каждое подразделение сохраняет традиции определённого тиральерского полка.
В состав 1-го тиральерского полка с его традициями входят:
- Рота управления и материально-технического обеспечения: 1-й алжирский тиральерский полк

- Взвод технического обслуживания: 5-й алжирский тиральерский полк
- SRCM: 9-й алжирский тиральерский полк
- Взвод связи: 17-й алжирский тиральерский полк
- CMU: 31-й алжирский тиральерский полк

- 5 мотопехотных рот, оснащённых колёсной БМП VBCI:

- 1-я рота: 1-й марокканский тиральерский полк

- 1-й взвод: 2-й марокканский тиральерский полк
- 2-й взвод: 6-й марокканский тиральерский полк
- 3-й взвод: 7-й марокканский тиральерский полк
- 4-й взвод: 10-й марокканский тиральерский полк

- 2-я рота: 2-й алжирский тиральерский полк

- 1-й взвод: 6-й алжирский тиральерский полк
- 2-й взвод: 11-й алжирский тиральерский полк
- 3-й взвод: 22-й алжирский тиральерский полк
- 4-й взвод: 35-й алжирский тиральерский полк

- 3-я рота: 3-й алжирский тиральерский полк

- 1-й взвод: 14-й алжирский тиральерский полк
- 2-й взвод: 15-й алжирский тиральерский полк
- 3-й взвод: 23-й алжирский тиральерский полк
- 4-й взвод: 25-й алжирский тиральерский полк

- 4-я рота: 4-й тунисский тиральерский полк

- 1-й взвод: 8-й тунисский тиральерский полк
- 2-й взвод: 12-й тунисский тиральерский полк
- 3-й взвод: 16-й тунисский тиральерский полк
- 4-й взвод: 28-й тунисский тиральерский полк

- 5-я рота: 21-й алжирский тиральерский полк.

- 1-й взвод
- 2-й взвод: 26-й алжирский тиральерский полк
- 3-й взвод
- 4-й взвод

- Рота поддержки: 5-й марокканский тиральерский полк, включающий взвод непосредственной поддержки, взвод поддержки ведения боя и снайперский взвод.

- Взвод ТЕ: 4-й марокканский тиральерский полк
- SAD MMP: 8-й марокканский тиральерский полк
- SAED: 9-й марокканский тиральерский полк

- 13-я резервная рота: 13-й алжирский тиральерский полк

## Транспорт
- Боевые машины: VBCI-VCI (véhicule de combat d’infanterie du type rang/ERYX/mortier), VAB, VBL, VB2L, Peugeot P4.
- Командно-штабные машины: VBCI-VPC (véhicule poste commandement), VAB-trans, 180 shelter trans.
- Санитарные машины: VAB san, J5.
- Логистические машины: GBC180, TRM200O, G290 TRACER, TRM10000.
- Машины технического обслуживания: TRM10000 CLD, БРЭМ AMX 30D на базе танка AMX-30, GBC 180 LOT7, вилочный погрузчик.
- Прочие транспортные средства: Peugeot.

### Списки
- Список французских полков
- Список званий во французской армии

### Внешние ссылки
- Официальный сайт 1-го тиральерского полка
- Сайт африканской пехоты
- Marche des tirailleurs et Песня африканцев